# Club Federado José Pardo
José Pardo es un club de fútbol peruano de la ciudad de Tumán en el Departamento de Lambayeque. Fue fundado el 19 de octubre de 1919 y participa en la Copa Perú. 

## Historia

### Fundación
El club Sport José Pardo fue fundado el 19 de octubre de 1919 por un grupo de trabajadores de la hacienda Tumán. El primer presidente del club fue Pedro Horna.

### Era Amateur
En los años 1940 fue afiliado a la Liga de Chiclayo, en la cual fue campeón distrital por primera vez en 1947. Luego logró el tricampeonato tras ganar los torneos de 1948 y 1949.

### Era Profesional
Posteriormente -con el fin de que no se le vinculara con ningún latifundista- debido a la reforma agraria, modificó su nombre optando por llamarse Unión Tumán Deportes, nombre con el cual jugaría la Copa Perú de 1971 y se coronaría subcampeón ascendiendo al Campeonato Descentralizado junto con el campeón, FBC Melgar, y el José Gálvez. La mejor campaña de los azucareros se realizó en el año 1974, cuando logró clasificar a la Liguilla Pre-Libertadores. 
Un año después, pese a ubicarse en el puesto 15 de 18 participantes -debido a una variable reglamentaria que decretaba el descenso, además del colero, del peor equipo de cualquier departamento fuera de Lima que tuviera más de dos representantes en Primera- descendió de categoría regresando a jugar la Copa Perú.

### Regreso a Copa Perú
A finales de los años 90’ en asamblea de socios se determinó devolver al equipo su denominación original de José Pardo.
En 2014, tras participar durante varios años en la Liga Superior de Lambayeque, retornó a la liga de Tumán donde clasificó a la Etapa Provincial y luego hasta la Departamental como subcampeón provincial. Al año siguiente llegó nuevamente hasta la Etapa Departamental donde fue eliminado en semifinales por Construcción Civil de José Leonardo Ortiz.

## Uniforme
- Uniforme titular: Camiseta celeste, pantalón blanco, medias celestes.
- Uniforme alternativo: Camiseta blanca, pantalón blanco, medias blancas.

#### Club Federado José Pardo Titular 1919 al 2022
| 1919 - 1924 | 1925 - 1969 | 1925- 1969 | 1970/1971 | 2000- 2016 | 2016-2018 | 2017-2022 |  |

#### Club Unión Tumán de Deportes 1971 al 1999
| 1971 | 1971 - 1978 | 1972 - 1978 | 1974 - 1979 | 1975-1980 | 1980 - 1999 | 1980 - 1999 |  |

## Sede
El club cuenta con su local propio ubicado en la Avenida El Tren en el distrito de Tumán.

## Rivalidad
El clásico rival del Sport José Pardo es el Deportivo Pomalca, con quien disputa el denominado “Clásico azucarero”. 
También existe una vieja rivalidad con el Club Juan Aurich de Chiclayo, ello debido a que ambos clubes en el año 1975 disputaron la primera división del fútbol profesional, sin embargo con el paso en el tiempo ha quedado olvidada, quedando en la memoria de los antiguos hinchas azucareros.

## Entrenadores
- Sabino Bártoli (1971-1972)
- Diego Agurto (1973)
- Julio Meléndez (1974]
- José Tadormina Garrido (1975)
- César Cubilla (1975)

## Palmarés

### Torneos nacionales
| Competición nacional | Títulos | Subcampeonatos |
| -------------------- | ------- | -------------- |
| Copa Perú (0/1)      |         | 1971.          |

### Torneos regionales
| Competición regional                   | Títulos                                                                 | Subcampeonatos    |
| -------------------------------------- | ----------------------------------------------------------------------- | ----------------- |
| Etapa Regional - Región A (1/0)        | 1971.                                                                   |                   |
| Liga Departamental de Lambayeque (2/0) | 1969, 1970.                                                             |                   |
| Liga Provincial de Chiclayo (0/2)      |                                                                         | 2014, 2015.       |
| Liga Distrital de Chiclayo (12/3)      | 1947, 1948, 1949, 1953, 1956, 1959, 1969, 1970, 1978, 1979, 1993, 2000. | 1946, 1957, 1961. |
| Liga Distrital de Tumán (2/1)          | 2019, 2024.                                                             | 2023.             |

## Nota
- En la etapa en la profesional el club cambió su nombre a Unión Tumán Deportes, por algunos años hasta retornar a su nombre original. Mientras tanto el verdadero Unión Tumán Deportes fundado en 1956, participó en la Liga Superior de Lambayeque varias temporadas y luego en la Liga Distrital de Tumán hasta la fecha.